# 오키나와어
오키나와어(うちなーぐち, 沖縄口 우치나구치)는 류큐어의 한 갈래로, 일본 오키나와섬 중·남부에서 사용된다. 오키나와란 말은 오키나와의 자칭인 うちなあ를 한자를 빌려 표기한 것이다.
오키나와어라 하면 오키나와 제도의 류큐어 방언을 통틀어 가리키는 경우도 있으나, 언어학적으로 보통 오키나와어는 오키나와 제도의 중·남부에서 사용되는 특정 방언만을 가리킨다. 한편 오키나와 섬 북부(구니가미 지역)의 방언은 구니가미어라는 별개의 언어로 간주된다.

## 역사
오키나와어는 크게 중부방언(슈리방언, 나하방언)과 남부방언으로 나눈다.
쇼하시 왕(尚巴志王)의 류큐국 통일 후, 왕부(王府)가 위치해 있던 슈리에 모인 아지들 사이에 공통어로서 슈리의 말이 선택되어, 3대 국왕 쇼 신오의 중앙 집권 지배 기간 동안 왕족과 상류 계급의 공용어로서 슈리 방언의 면모가 완성되었다. 모든 류카(琉歌)와 한시를 제외한 시들이 슈리방언으로 쓰여졌다. 구미오도리도 슈리방언으로 공연되었다.
나하 방언은 상인들의 언어로 사용되었다. 오키나와 북부의 방언들은 보통 슈리나 나하의 말과 별도의 방언으로 간주된다. 류큐국의 일본 병합 이후에는 메이지 정부의 표준어 도입정책에 따라 방언박멸운동이 전개되어, 오키나와어의 사용은 다른 지방방언들과 더불어 탄압받았다. (학교에서 오키나와어를 말하는 학생에게 벌로 방언찰이라는 목패를 걸게 함.) 현재 오키나와어의 사용은 시대극과 일부 문학작품 및 공연예술(류카, 구미오도리 등) 등 특수한 경우에 그치고 고령자가 사용하는데 지나지 않는다. 고령자가 말하고 이해하는 능력을 갖췄다면, 그 자녀세대는 말은 못하고 이해하는 수준에 그치며, 다시 그 자녀는 들어도 이해못하는 식으로, 언어가 쇠퇴해가는 것이다.

## 음운

### 모음
오키나와어에는 3개의 단모음 /a i u/와 5개의 장모음 /aː eː iː oː uː/가 있다. 단모음/u/는 일본어와는 다르게 원순모음이다.

### 자음
|             | Bilabial | Alveolar | Palatal | Velar | Uvular | Glottal |
| ----------- | -------- | -------- | ------- | ----- | ------ | ------- |
| 파열음      | p b      | t d      |         | k ɡ   |        | ʔ       |
| 비음        | m        | n        |         |       | ɴ      |         |
| 탄음        |          | ɾ        |         |       |        |         |
| 마찰음      | ɸ        | s        |         |       |        | h       |
| 접근음      |          |          | j       | w     |        |         |
| 인후 접근음 |          |          | ʔj      | ʔw    |        |         |

### 음절
(기술적으로는 모라로써, 음절이 아니다.)
| ʔi       | ʔe       | ʔa   | ʔo       | ʔu       | ʔja   | ʔjo   | ʔju   |       | ʔwa   | ʔɴ                  |
| [ʔi]     | [ʔe]     | [ʔa] | [ʔo]     | [ʔu]     | [ʔja] | [ʔjo] | [ʔju] |       | [ʔɰa] | [ʔn] [ʔm]           |
| i        | e        | a    | o        | u        | ja    | jo    | ju    | we    | wa    | ɴ                   |
| [i] [ji] | [e] [je] | [a]  | [o] [wo] | [u] [wu] | [ja]  | [jo]  | [ju]  | [ɰe]  | [ɰa]  | [n] [m] [ŋ] [ɴ]     |
| hi       | he       | ha   | ho       | hu       | hja   | hjo   | hju   | ―     | hwa   |                     |
| [çi]     | [çe]     | [ha] | [ho]     | [ɸu]     | [ça]  | [ço]  | [çu]  | ―     | [ɸa]  |                     |
| gi       | ge       | ga   | go       | gu       | gja   | ―     | ―     | gwe   | gwa   |                     |
| [ɡi]     | [ɡe]     | [ɡa] | [ɡo]     | [ɡu]     | [ɡja] | ―     | ―     | [ɡʷe] | [ɡʷa] |                     |
| ki       | ke       | ka   | ko       | ku       | kja   | ―     | ―     | kwe   | kwa   |                     |
| [ki]     | [ke]     | [ka] | [ko]     | [ku]     | [kja] | ―     | ―     | [kʷe] | [kʷa] |                     |
| ci       | ce       | ca   | co       | cu       | ―     | ―     | ―     | ―     | ―     |                     |
| [ʨi]     | [ʨe]     | [ʨa] | [ʨo]     | [ʨu]     | ―     | ―     | ―     | ―     | ―     |                     |
| zi       | ze       | za   | zo       | zu       | ―     | ―     | ―     | ―     | ―     |                     |
| [ʥi]     | [ʥe]     | [ʥa] | [ʥo]     | [ʥu]     | ―     | ―     | ―     | ―     | ―     |                     |
| si       | se       | sa   | so       | su       | sja   | ―     | sju   | ―     | ―     |                     |
| [ɕi]     | [ɕe]     | [sa] | [so]     | [su]     | [ɕa]  | ―     | [ɕu]  | ―     | ―     |                     |
| di       | de       | da   | do       | du       | ―     | ―     | ―     | ―     | ―     |                     |
| ri       | re       | ra   | ro       | ru       | ―     | ―     | ―     | ―     | ―     |                     |
| [di]     | [de]     | [da] | [do]     | [du]     | ―     | ―     | ―     | ―     | ―     |                     |
| [ɾi]     | [ɾe]     | [ɾa] | [ɾo]     | [ɾu]     | ―     | ―     | ―     | ―     | ―     |                     |
| ti       | te       | ta   | to       | tu       | ―     | ―     | ―     | ―     | ―     |                     |
| [ti]     | [te]     | [ta] | [to]     | [tu]     | ―     | ―     | ―     | ―     | ―     |                     |
| mi       | me       | ma   | mo       | mu       | mja   | mjo   | ―     | ―     | ―     |                     |
| [mi]     | [me]     | [ma] | [mo]     | [mu]     | [mja] | [mjo] | ―     | ―     | ―     |                     |
| bi       | be       | ba   | bo       | bu       | bja   | bjo   | bju   | ―     | ―     |                     |
| [bi]     | [be]     | [ba] | [bo]     | [bu]     | [bja] | [bjo] | [bju] | ―     | ―     |                     |
| pi       | pe       | pa   | po       | pu       | pja   | ―     | pju   | ―     | ―     |                     |
| [pi]     | [pe]     | [pa] | [po]     | [pu]     | [pja] | ―     | [pju] | ―     | ―     |                     |
|          |          |      |          |          |       |       |       |       |       | q                   |
|          |          |      |          |          |       |       |       |       |       | [h] [j] [s] [t] [p] |
|          |          |      |          |          |       |       |       |       |       | e                   |
|          |          |      |          |          |       |       |       |       |       | [ː]                 |

### 일본어와의 비교
| 일본어 | 오키나와어  | 참고                                             |
| ------ | ----------- | ------------------------------------------------ |
| /e/    | /i/         | [ti] [tʃi], [di] [dʒi]가 아니다                  |
| /o/    | /u/         | [tu] not [tsu], [du] not [dzu]가 아니다          |
| /ai/   | /eː/        |                                                  |
| /ae/   | /eː/        |                                                  |
| /aʔja/ | /eː/        |                                                  |
| /au/   | /oː/        |                                                  |
| /ao/   | /oː/        |                                                  |
| /aja/  | /oː/        |                                                  |
| /k/    | /k/         | /ɡ/ 도 나타난다                                  |
| /ka/   | /ka/        | /ha/ 도 나타난다                                 |
| /ki/   | /ʨi/        | [ʨi]                                             |
| /ku/   | /ku/        | /hu/, 도 나타난다                                |
| /ɡi/   | /ʥi/        | [ʥi]                                             |
| /si/   | /si/        | /hi/, 도 나타난다                                |
| /su/   | /si/        | [ɕi]; 형식상 [si]와 구분됨 /hi/ [çi] 도 나타난다 |
| /tu/   | /ʨi/        | [ʨi]; 형식상 [si]와 구분됨 [tsi]                 |
| /da/   | /ra/        | [d] 와 [ɾ] 병행                                  |
| /de/   | /ri/        | [d] 와 [ɾ] 병행                                  |
| /do/   | /ru/        | [d] 와 [ɾ] 병행                                  |
| /du/   | /ʥi/        | [ʥi]; [dzi]                                      |
| /ni/   | /ni/        | 모라에서는 /ɴ/ 도 나타난다                       |
| /nu/   | /nu/        | 모라에서는 /ɴ/ 도 나타난다                       |
| /ha/   | /hwa/       | /pa/ 도 나타나지만 드물게 쓰인다                 |
| /hi/   | /pi/ ~ /hi/ |                                                  |
| /he/   | /pi/ ~ /hi/ |                                                  |
| /mi/   | /mi/        | 모라에서는 /ɴ/ 도 나타난다                       |
| /mu/   | /mu/        | 모라에서는 /ɴ/ 도 나타난다                       |
| /ri/   | /i/         | /iri/ 영향을 미치지 않는다                       |
| /wa/   | /wa/        | 보통 /a/ 로 된다                                 |

## 문법
오키나와어는 옛 문법의 특징을 많이 포함하고 있는데, 예를 들면 종지형과 연체형의 구별, が ga의 소유격 기능(슈리 방언에서는 사라짐), ぬ nu의 주격 기능(일본어: の no[*]) 등을 들 수 있다.
-un과 -uru 종결어미의 어원은 uri 어미(고전 일본어: 居り wori[*] 있다)가 붙는 관계사(continuative)이다. -un은 종결형 uri가 변형된 형태이고, -uru는 한정형 uru가 변형된 형태이다. 실례는 다음과 같다.
- kacuru는 kaci-uru로부터 변형.
- kacun는 kaci-uri로부터 변형.
- yumun는 yumi(일본어: 読む yomu[*] 읽다)+ uri로부터 변형.

이와 흡사하게, -san 종결어미와 -saru 한정어미의 어원도 형용사들의 결합으로부터 찾을 수 있다. 즉, 어간에 명사화 어미 さ sa가 붙고 다시 어미 ari(고전 일본어: 有り ari[*] 있다)가 붙어 변형된 형태이다. 실례는 다음과 같다.
- takasan은 taka-sa-ari로부터 변형. (일본어: 高い takai[*] 높다, 비싸다, 크다)
- atsusan은 atsu-sa-ari로부터 변형. (일본어: 暑い atsui[*] 뜨겁다, 덥다)
- yutasaru은 yuta-sa-aru로부터 변형.  (좋다, 선물)

## 주요 문구
- はいさい 하이사이 →안녕하세요(남자말)
- はいたい 하이타이 →안녕하세요(여자말)
- 起きみそうちい 우키미 소-치- →안녕하세요(아침인사)
- 御拝でーびる 니훼- 데-비루 →감사합니다
- 初みてぃやいびーん 하지미티 야이비잉 →처음 뵙겠습니다
- ゆたしく うにげーさびら 유타시쿠 우니게-사비라 혹은 ゆたさるぐとぅ うにげーさびら 유타사루구투 우니게-사비라 →잘 부탁드립니다
- たーやみせーが 다-야미세-가 →누구십니까?
- ぐぶりーさびら 구부리-사비라 →안녕히(작별인사)

## 류큐 한자
류큐 한자(琉球における漢字)는 류큐어의 한자로서 중국문화를 받아들인 다른 나라와 마찬가지로 옛 류큐 왕국(지금의 오키나와현 및 가고시마현 일부)도 한자를 이용하여 문자생활을 꾸려갔던 지역으로서, 본래의 중국한자음을 바탕으로 류큐어의 음운체계에 맞춰 변화한 독자적인 한자음을 두루 일컬어 류큐 한자음이라 부를 수 있다. 예를 들어 돈을 오키나와어로 じん이라고 하는데 한자 錢(전)에 대한 류큐 한자음으로 볼 수 있으며, 이것은 일본 한자음의 せん과 대비된다. 가령 "학생"은 오키나와어에서는 ぐゎくしい로서, 각각 한자 學과 生에 대응하는 한자음 ぐゎく,しい등을 뽑아낼 수 있다. 물론 일본 한자음과 일치하는 예도 다수 존재한다.
일본어와 마찬가지로 한자의 음과 훈을 이용한 표기가 이루어지는 류큐어에서는 개개의 한자에 대한 류큐어 훈을 설정할 수 있는데, 몇몇 학자들은 이를 류쿤(琉訓)이라 부르고 있다. 오키나와의 지명에서 흔히 보이는 예로서 東을 あがり로 읽거나 城을 くすく、くすぃく라고 읽는 것등이 이에 해당된다.

## 같이 보기
- 류큐민족
- 오키나와현
- 오키나와학
- 고대 류큐
- 류큐 문학
- 류큐 제어

## 참고 문헌
- 西岡敏(2000)「『琉球漢字音訓辞典』の可能性について」『一橋論叢』124(4), pp.516-531.
- 吉屋松金,実践うちなあぐち教本,南洋出版

### 영어
- 쿠니가미에 대한 민족언어학 보고서
- 중앙 오키나와어 에 대한 민족언어학 보고서
- 아라카키 토모코: 류큐어의 양상 - 포스트스크립트 파일

### 일본어
- 기초 류큐어
- (일본어) 니시오카 사토시(2000) '"류큐한자음훈사전"의 가능성에 대해'

### 오키나와어
- 오키나와어 위키미디어 인큐베이터